# 905년

## 연호
- 당(唐) 천우(天祐) 2년
- 후백제(後百濟) 정개(政開) 6년
- 태봉(泰封) 성책(武泰) 1년
- 일본(日本) 엔기(延喜) 5년

## 기년
- 당(唐) 애종(哀宗) 2년
- 신라(新羅) 효공왕(孝恭王) 9년
- 후백제(後百濟) 견훤(甄萱) 14년
- 발해(渤海) 대위해(大瑋瑎) 12년
- 태봉(泰封) 궁예(弓裔) 11년

## 사건
- 궁예가 송악(松岳)에서 철원(鐵原)으로의 천도를 감행하다.